# Gekörnter Nesselrüssler
Der Gekörnte Nesselrüssler (Parethelcus pollinarius, Synonym Ceutorhynchus pollinarius) ist ein Käfer aus der  Familie der Rüsselkäfer. Er ist mit durchschnittlich drei bis vier Millimeter Länge etwas größer  als der ebenfalls monophag auf der Brennnessel lebende  Nesselrüssler Nedyus quadrimaculatus und lebt weniger gesellig als dieser. Das Tier hat viele Synonyme.
| | | |
| Abb. 1: Oberseite | Abb. 2: Seite | |
| | | |
| Abb. 3: Vorderseite | Abb. 4: Unterseite | Abb. 5: Rüssel, Seitenansicht Fühlergrube rechts grün getönt                                                                |
| | | |
| Abb. 7: Flügeldecken von hinten rechts teilweise koloriert: ocker: Rand der rechten Flügeldecke gelb: Feld aus hellen Schuppen auf dem Absturz, grün: Absturz- kante mit Band von Raspel- zähnen           | | |
| Abb. 6: Ausschnitt Halsschild von schräg oben (Kopf links, grüne Pfeilspitze deutet auf Schildchen) | | |
| | | |
| Abb. 8: Ausschnitt 9. Intervall der Flügeldek- ken (optischer Seitenrand bei Betrachtung von oben) mit Raspelhöckern, an deren Spit- ze eine kurze Borste entspringt (ein Höcker mit Borste grün umrandet) | Abb. 8: Ausschnitt 9. Intervall der Flügeldek- ken (optischer Seitenrand bei Betrachtung von oben) mit Raspelhöckern, an deren Spit- ze eine kurze Borste entspringt (ein Höcker mit Borste grün umrandet) | Abb. 9: Spitze der linken Flügel- decke in Aufsicht, Bereich mit Raspelzähnen (der Umriss eini- ger davon grün nachgezogen) |

## Bemerkungen zum Namen und zur Systematik
Die Erstbeschreibung erfolgte 1771 unter dem Namen Curculio pollinarius durch Forster.
Die ausführliche lateinische Beschreibung enthält den Abschnitt venter, pedes & elytrorum margines aspersi polline griseo creberrimo „Bauch Beine und die Ränder der Flügeldecken sind mit dichten grauen (Blüten-)Staub behaftet“. So erklärt sich der Artname pollinārius.
Der Gattungsname Parethelcus ist vom Gattungsnamen Ethelcus und altgriechisch παρά pará „neben“ abgeleitet und enthält einen Teil der Arten, die zu der von Reitter geschaffenen Untergattung Ethelcus gehörten. Die Gattung ist traditionell eine Untergattung von Ceutorhynchus.
Die Gattung Parethelcus besteht aus nur zwei Arten, wobei das Vorkommen der anderen Art Parethelcus nesicola auf die Kanarischen Inseln beschränkt ist.

## Merkmale des Käfers
Der Körper ist rundlich, die Oberseite flacher als die Unterseite. Bis auf die bräunlichen Tarsen und  Fühler ist er schwarz gefärbt. Er ist jedoch mit schmutzig weißen Schuppen so bedeckt, dass er wolkig fleckig ohne markante Zeichnung erscheint (Abb. 1). Insbesondere die Flügeldecken sind dadurch oben mit unscharfen grauen Nebelflecken marmoriert. Die Form der Schuppen variiert von Blättchen bis zu Stiften (in Abb. 6 gut erkennbar).
Am Kopf ist das auffallendste der Rüssel. Er ist lang und schlank und mäßig nach innen gekrümmt. Er kann in Ruhestellung auf der Unterseite des Körpers zwischen den Vorderhüften eingelegt werden. Die Aussparung hierfür ist jedoch beim Gekörnten Nesselrüssler nicht passgenau kantig abgesetzt und schwarz glänzend, sondern abgerundet und mit Schuppen ausgekleidet (Abb. 4).
Die Fühler sind im vorderen Drittel des Rüssels eingelenkt, bei den Weibchen etwas weiter hinten als bei den Männchen. Das erste Fühlerglied (Schaft) ist sehr schlank und zur Spitze hin leicht verbreitert. Der Schaft kann passgenau in die Fühlergrube eingelegt werden. Diese beginnt an der Einlenkungsstelle der Fühler und verläuft dann seitlich des Rüssels geradlinig leicht nach unten. Sie verschwindet vor den Augen (Abb. 5, Fühlergrube im Duplikat rechts grün unterlegt). Der Schaft erreicht die Augen nicht. Die auf den Schaft folgenden sieben Glieder der Fühlergeißel und die dreigliedrige Keule werden in Ruhelage um 180° nach vorn abgeknickt. Die Keule ist länglich und zugespitzt.
Die an der Rüsselbasis seitlich stehenden Augen sind um eine knappe Rüsselbreite voneinander entfernt. Entsprechend ist die Rüsselbasis zwischen den Augen leicht verengt (Abb. 2). Die Augen sind fast kreisrund und leicht vorgewölbt. Sie erreichen den Unterrand des Rüssels nicht (Abb. 3 und Abb. 5).
Der Halsschild hat eine Mittelfurche, die im basalen Bereich trogförmig, im vorderen Bereich flacher und dazwischen nur schwach ausgebildet ist. (Abb. 6). Im basalen Drittel ist auf jeder Seite ein kräftiger Höcker ausgebildet, davor ist der Halsschild seitlich eingedrückt (Abb. 6). Es verjüngt sich nach vorn auf fast Kopfbreite. Der Vorderrand des Halsschildes (Kragen) ist aufgeworfen und doppelrandig (in Abb. 3 bei voller Auflösung gut erkennbar). Der Halsschild ist stark und dicht punktiert.
Die Flügeldecken sind flach und haben schwach eingedrückte Punktstreifen. Die Schultern sind markant ausgebildet. Die Ränder der Flügeldecken sind  seitlich stark untergeschlagen, der Seitenrand der Flügeldecken ist also von oben nicht sichtbar.  Von oben gesehen bildet der neunte Flügeldeckenzwischenraum den Außenrand der Flügeldecken. Gegenüber dem achten Zwischenraum liegt er niveauversetzt etwas tiefer. Er ist über die ganze Länge mit markanten schwarzen glänzenden Raspelhöckern auffällig strukturiert. Jeder Höcker trägt eine kurze, dicke, schwarze Borste. Der achte Zwischenraum erscheint deswegen dunkler und unebener, während die benachbarten Zwischenräume flach und matt sind (Abb. 8).
Am Hinterrand fallen die Flügeldecken steil ab (Flügeldeckenabsturz). An der Kante des Flügeldeckenabsturzes sind die Flügeldecken mit einem Band von vielen zahnartigen Höckern (Raspelhöcker) versehen (Abb. 6, rechts grün unterlegt). Zwischen Absturz und Hinterrand des Flügels ist je ein heller Schuppenfleck (Abb. 7, rechts gelb markiert). Am Hinterende sind die Flügel einzeln abgerundet (Abb. 7, rechts als ockerfarbene Linie eingezeichnet).
Das Schildchen (Abb. 6, direkt vor der Spitze des blauen Pfeils) ist kaum sichtbar. Um das Schildchen herum sind Halschildhinterrand, Flügeldecken und Flügeldeckennaht zu einer Grube abgesenkt.
Die seitlich an die Mittelbrust anschließenden Chitinplatten (Epimeren) steigen an den Körperseiten hoch und bilden zwischen Halschildhinterrand und Flügeldecken ein Dreieck (in Abb. 2 bei größerer Auflösung gut erkennbar). Von oben sind sie nicht oder kaum noch sichtbar, während dies bei den anderen Arten der Unterfamilie durchaus üblich ist.
Die Beine sind lang und kräftig. Alle Schenkel besitzen an der Unterseite einen kräftigen stumpfen Zahn (in Abb. 3 links gut zu erkennen). Die Vorderschienen enden ohne Dorn oder Zahn. Mittel- und Hinterschienen sind beim Weibchen ebenfalls ungespornt, beim Männchen haben sie am Ende auf der Innenseite einen kleinen Dorn. Die Tarsen sind viergliedrig, das dritte Glied deutlich gelappt. Das Klauenglied ist lang und endet in einer gezähnten Klaue.

## Biologie
Die feuchtigkeitsliebende Art findet man bevorzugt an schattigen Stellen, an Waldrändern, an Nordhängen, auf feuchten Wiesen und an Grabenrändern. Auf Ruderalflächen und an Feldrainen kommt der Käfer nur ausnahmsweise vor. Im Winter ist der Käfer vereinzelt in Laub, Detritus und Genist anzutreffen.
Man findet den monophagen Käfer gewöhnlich einzeln oder paarweise auf Brennnesseln oder benachbarten Pflanzen. Bei Störung legt er Beine und Rüssel an, kullert zu Boden und bleibt dort unbeweglich liegen. Er gleicht dann einem Krümel Erde.
Die Larve ernährt sich monophag und entwickelt sich in den Blättern und Stängeln der Brennnessel. Die Verpuppung erfolgt im Boden. Die geschlüpften Tiere erscheinen Ende August. Sie überwintern in geringer Tiefe im Boden. Im nächsten Jahr erscheinen sie ab Mitte Mai bis in den Juli hinein und vollziehen Paarung und Eiablage.

## Verbreitung
Die Art kommt in Europa, Afrika und Asien vor. In Mitteleuropa ist sie vertikal bis in Höhen über tausend Meter verbreitet. Sie bevorzugt feuchteres Gelände, Grabenränder, nördlich oder östlich ausgerichtete Lagen, halbschattige Standorte. Sie ist an das Verbreitungsgebiet der Brennnessel gebunden. An den Stellen, wo der Käfer auftritt, ist er meist nicht selten.

## Gefährdung
Die Art gilt in Deutschland als ungefährdet.